# Plumpton, Cumbria
Plumpton eller Plumpton Wall är en ort i civil parish Hesket i grevskapet Cumbria i England. Orten är belägen 7 km från Penrith. Plumpton Wall var en civil parish 1866–1935 när det uppgick i Hesket. Parish hade 320 invånare år 1931.